# 17-я танковая дивизия (СССР)
17-я танковая дивизия — воинское соединение автобронетанковых войск Рабоче-крестьянской Красной армии ВС Союза ССР, в Великой Отечественной войне.
Сокращённое действительное наименование формирования — 17 тд. Боевой период: со 2 июля по 28 августа 1941 года.

## История
17-я танковая дивизия формировалась с 1 июля 1940 года в составе 5-го механизированного корпуса на базе 37-й легкотанковой бригады, 199-го огнемётного полка и 526-го автотранспортного батальона в Забайкальском военном округе, разъезд № 77. Дивизия была укомплектована в течение месяца и дислоцировалась в районе Борзи Читинской области.
До начала Великой Отечественной войны 16-ю армию, в состав которой входил 5-й механизированный корпус, планировалось использовать на западном направлении. 25 мая 1941 года, согласно распоряжению Генерального штаба Красной Армии, 5-й механизированный корпус, включая 17-ю танковую дивизию, приступил к отправке своих подразделений, частей и соединений в Киевский Особый военный округ (КОВО) железнодорожным транспортом. Первые воинские поезда с подразделениями, частми и соединениями корпуса начали прибывать к месту назначения к 21 июня 1941 года.
17-я танковая дивизия, по директиве Наркома Обороны Союза ССР и начальника Генерального штаба РККА командующему войсками КОВО № 504206, от 12 июня 1941 года, должна была разгрузиться для дальнейшей дислокации в Изяславле. 26 июня к месту назначения прибыли только 12 воинских эшелонов 17-й танковой дивизии из 40. В тот же день поступил приказ о перенаправлении 16-й армии в район Орша—Смоленск.

### Боевой путь

#### Лепельский контрудар
Командование Западным фронтом планировало нанести мощный контрудар по наступающему противнику силами 5-го и 7-го механизированных корпусов, чтобы остановить продвижение частей вермахта в направлении Москвы. 29-го июня 1941 года первые части 5-го механизированного корпуса начали прибывать в Оршу. Из 17-й танковой дивизии в этот день выгрузились 5 эшелонов. Части дивизии продолжали прибывать до 8 июля 1941 года.
4 июля 1941 года 5-й механизированный корпус был передан в подчинение из 16-й в 20-ю армию. Штаб корпуса получает приказ о передислокации для последующего наступления в район Девино, Ореховск, станция Стайки.
5 июля 1941 года 17-я танковая дивизия вышла в леса северо-восточнее Селекты. Личный состав дивизии составлял 5925 человек.
| Наименование         | Количество (единиц) |
| -------------------- | ------------------- |
| Танк Т-26            | 130                 |
| Танк БТ              | 237                 |
| Танк ХТ              | 35                  |
| Танк Т-37/38         | 11                  |
| Бронеавтомобиль (БА) | 74                  |

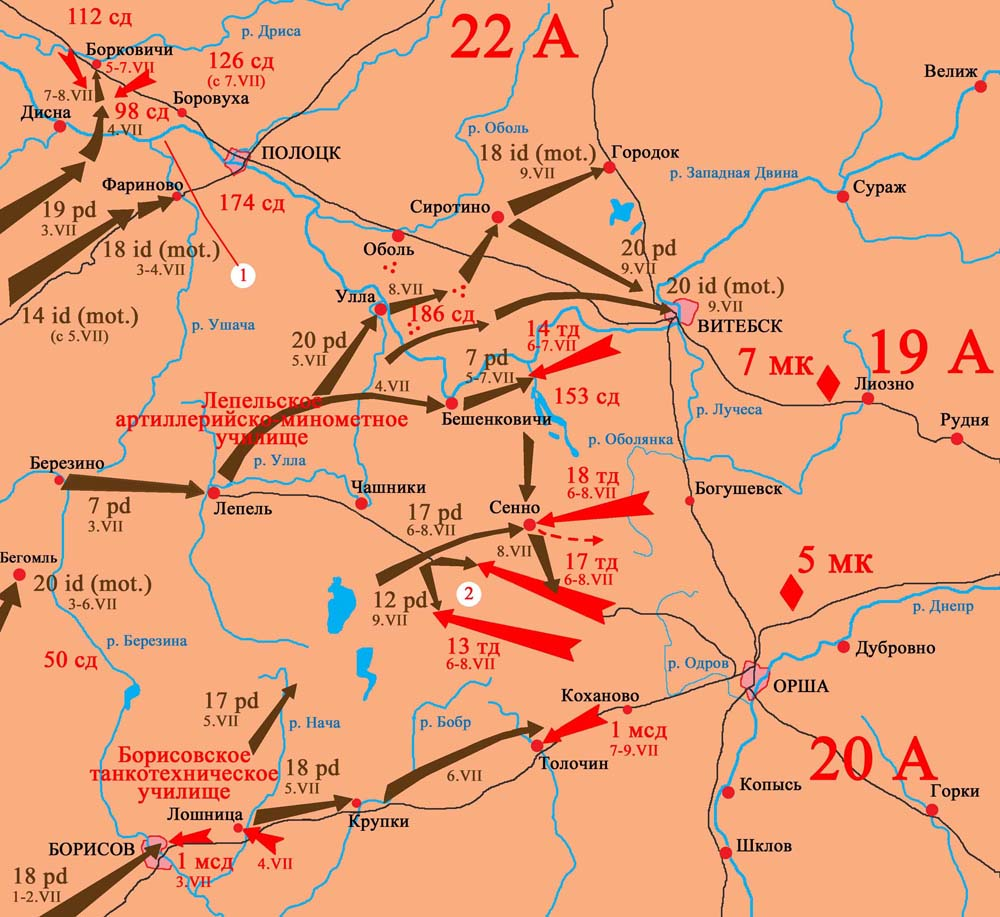
Боевые действия на северном фланге советского Западного фронта. 1-10.VII.1941
Окружение отряда советской 17-й танковой дивизии в районе Цотово, Толпино.

6 июля 1941 года 5-му механизированному корпусу был отдан приказ на наступление с задачей разбить противостоящего противника и овладеть городом Лепель. Свои главные силы в ходе операции 17-я танковая дивизия должна была сосредоточить на левом фланге. Части 5-го механизированного корпуса перешли в наступление в 9 часов 50 минут. Продвижение подразделений 17-й танковой дивизии было сильно осложнено дождями, которые размыли грунтовые дороги. Скорость механизированных частей на марше не превышала четырёх километров в час. К 15:00 дивизия вышла на позиции Сенно—Красное Село. Однако, главные силы противника в изначальном пункте наступления обнаружены не были. Продвигаясь к линии Масюки—Обольцы, 17-я танковая дивизия вступила в бой с передовыми подразделениями 47-го армейского моторизованного корпуса генерала Йоахима Лемельзена, выбила их с занимаемых позиций и вышла на рубеж Серкуты—Будно. Дальнейшее продвижение вглубь обороны противника было приостановлено из-за нехватки горючего.
К утру 7 июля 1941 года подвоз топлива к технике 17-й танковой дивизии обеспечен не был. Танки были заправлены горючим, слитым с других машин. Наступление передовых частей 17-й танковой дивизии было продолжено. Преодолевая небольшие очаги сопротивления противника, танковые дивизии 5-го механизированного корпуса вышли к линии Уздорники—Антополье, где немецко-фашистские части организовали оборону глубиной около двух километров. К концу дня подразделения 17-й танковой дивизии вели бои на рубеже Буй—Малая Белица.
8 июля 1941 года 17-я танковая дивизия получает приказ продолжить наступление в направлении Вятны. Несмотря на удары авиации противника, дивизии удалось прорвать оборону подразделений вермахта. К 8-ми часам части 17-й танковой дивизии вели бои на следующих рубежах: 34-й танковый полк — Спечки, Будняки; 33-й танковый полк и 17-й моторизованный полк — станция Гразина, Толпино. В 20 часов 17-я танковая дивизия вермахта под командованием генерал-майора риттер фон Вебера при поддержке подразделений люфтваффе атаковала правый фланг 17-й танковой дивизии. Основной удар принял на себя 34-й танковый полк дивизии.
После трёхчасового танкового боя в районе станция Гразина, Дубняки, Малая Белица, понеся существенные потери в технике, подразделения вермахта совершили манёвр и попытались обойти части 17-й танковой дивизии с северо-восточного направления, направив свой удар в направлении Речицы. Тем самым противник намеревался выйти в тыл подразделениям 5-го механизированного корпуса. Частям 17-й танковой дивизии и корпусного резерва удалось отразить атаку противника.
Спустя некоторое время части 17-й танковой дивизии вновь были атакованы превосходящими силами противника. Подразделения соединения, понеся тяжёлые потери, были вынуждены с боями отойти на позиции в районе Малой Белицы. Авиации противника непрерывно атаковала части 17-й танковой дивизии, обстрелу с воздуха подвергался практически каждый танк. В 21:30 17-й мотострелковый полк с частью подразделений 17-й танковой дивизии оказался в полном окружении. В 23:00 полк перешёл к круговой обороне в районе Цотово. Действия 12-й танковой дивизии противника привели к угрозе полного окружения всего 5-го механизированного корпуса.
9 июля дня танковые полки 17-й танковой дивизии предпринимали неоднократные попытки прорвать окружение вокруг 17-го мотострелкового полка и приданных ему частей. Все они оказались безуспешными. 17-му мотострелковому полку удалось выйти из окружения лишь к 20 июля. В ходе отступления большая часть оружия и материальной части полка была закопана или замаскирована из-за нехватки топлива и боеприпасов.
10 июля командующим 20-й армией было принято решение о выводе механизированных корпусов из боев в районы, которые они занимали до начала контрнаступления. За время боев 8-10 июля 17-я танковая дивизия потеряла 44 танка.
В ночь на 11 июля соединения 5-го механизированного корпуса, включая 17-ю танковую дивизию, отошли в район Орехи, Хлусово, Осиповка.

#### Смоленское сражение (1941)

Немецкое продвижение с 10 по 18 июля

До 14 июля 33-й и 34-й танковые полки 17-й танковой дивизии, совместно с 73-й стрелковой дивизией 20-й армии, обороняли город Оршу. Экипажи, оставшиеся без танков, принимали участие в боевых действиях в качестве пехоты.
15 июля 17-я танковая дивизия вместе с другими соединениями 5-го механизированного корпуса перешла на южный берег реки Днепр и заняла позиции в районе Гусино у населённого пункта Красный, для ликвидации прорыва частей противника на фронте Орша—Шклов.Части 5-го механизированного корпуса в составе соединений 20-й армии контратаковали подразделения наступающего противника. Боевые действия в ходе контрудара продолжались до 16-го июня. Части 20-й армии понесли серьёзные потери, но поставленной задачи не выполнили.
18 июля командование 20-й армии получает приказ Главкома Западного управления: удерживать фронт, сковывая противника активными действиями в районе населённого пункта Красный. Командир 5-го механизированного корпуса отдаёт приказ 17-й танковой дивизии выдвинуться из Гусино в направлении Брун, Панцево, Ефремово.
19 июля 17-я танковая дивизия, оборонявшаяся на позициях в районе Дубровка, Гусино, Чурдессы, взорвала мост через Днепр.
20 июля в районе Брун, Загусинье закончили сосредоточение части 17-го мотострелкового полка 17-й танковой дивизии, вышедшие из окружения в составе 600 человек.
Ночью 21 июля, приказом командира 5-го механизированного корпуса, перед 17-й танковой дивизией поставлена задача: к 12:00 форсировать Днепр и перейти в наступление в направлении Лукиничи, Михайловка, Серпижино, перерезать коммуникации противнику на Смоленск и занять рубеж Лукиничи — Панское. Задача была не выполнена, поскольку был получен новый приказ, с задачей действия всей дивизии в направлении Смоленска.
22 июля 17-я танковая дивизия получает приказ командира 5-го механизированного корпуса о сосредоточении частей в районе соединения в районе Фомино, Новоселье, Старо-Терпилово с готовностью перейти в наступление вдоль Смоленского шоссе в направлении Верхней Дубровки. В течение марша дивизия была атакована авиацией противника, но потерь не понесла.
23 июля из штаба 5-го механизированного корпуса поступает приказ № 14 о немедленном выдвижении частей 17-й танковой дивизии с занимаемых позиций в район Заборье, Боково, Иловка. К 15:00 части соединения прибыли в места назначения. Согласно поступившему приказу штаба 5-го механизированного № 15, 17-я танковая дивизия должна была быть готова к выступлению с занимаемых позиций в 6 часов 24 июля по маршруту Лентьево, Щитники, Старокарявино, Новокарявино, Бережняны, Андросово, Зайцево, Каменка, Николо-Едривичи. Для обеспечения продвижения из отдельных частей 17-й танковой дивизии формируется усиленный передовой отряд под командованием капитана Алябьева, которому поставлена задача по уничтожению мелких групп противника, захвату и удержанию моста через реку Хмость.
24 июля в 7:00 передовой отряд 17-й танковой дивизии выдвинулся по указанному маршруту. Оставшиеся части соединения остались на занимаемых позициях. К 14 часам передовой отряд 17-й танковой дивизии овладел западным берегом реки Хмость.
В ночь на 27 июля приказом штаба 5-го механизированного корпуса частям 17-й танковой дивизии ставится задача: выйти к 4 часам в район Помогайлово и занять оборону с целью предотвращения прорыва дивизий противника в южном направлении, в частности для охвата левого фланга 5-й немецкой пехотной дивизии под командованием генерал-майора Карла Альмендингера. В течение дня, преодолевая упорное сопротивление противника, частям соединения удалось занять северо-восточную окраину Помогайлово.
28 июля части 17-й танковой дивизии продолжили наступление и к исходу дня вышли к Андросово, Сергеево, южному берегу реки Хмость в районе брода у Полукадино.
29 июля части 17-й танковой дивизии удерживали занимаемые позиции, ожидая совместного наступления с остатками 602-го стрелкового полка и подразделениями 1-й мотострелковой дивизии. В это время противник силами 5-й, 15-й, 28-й и 35-й пехотных дивизий продолжал продвигаться на фронте Лаврово, Морозово, Заборье, Замошье, Щеткино. Около полка мотопехоты вермахта вышло на коммуникации 20-й армии в районе между Днепром и Хмостью. 17-я танковая дивизия получает задачу к 3 часам 30 июля выйти в район Волошни и поступить в резерв командующего 20-й армии.
30 июля 17-я танковая дивизия получает задачу к рассвету 31 июля выйти в район Красово, Сергеевка, Зевакино и, заняв оборону на этих рубежах, приготовиться к контрудару по частям противника в западном и северо-западном направлении.
31 июля в шесть часов части соединения заняли указанные позиции. В 16:15 17-я танковая дивизия перешла в наступление в районы Романово, Рясино, Суходол. Продвижение частей соединения проходило под сильным огнём противника. В результате в 22 часа частям дивизии было приказано остановить наступление и вернуться на исходные позиции.
1 августа штаб 17-й танковой дивизии подвергся бомбардировке авиацией противника. В результате авианалета погибло два красноармейца, пятеро, среди которых — комиссар дивизии Алексеев, были ранены. Приказом командующего 20-й армии 17-я танковая дивизия, выведенная в резерв, вновь передаётся в подчинение 5-го механизированного корпуса. В 9 часов дивизия начинает марш в направлении Лешенко, Покрышкино, Лобово. К 14 часам части соединения сосредотачиваются в указанных районах для последующего наступления с задачей овладеть рубежом по реке Потрица и Соловьевской переправой. Дивизии удалось выйти на западный берег реки Орлея, где она была остановлена мощным пулемётным и миномётным огнём частей вермахта. Из-за нехватки снарядов подавить огневую систему противника не удалось.

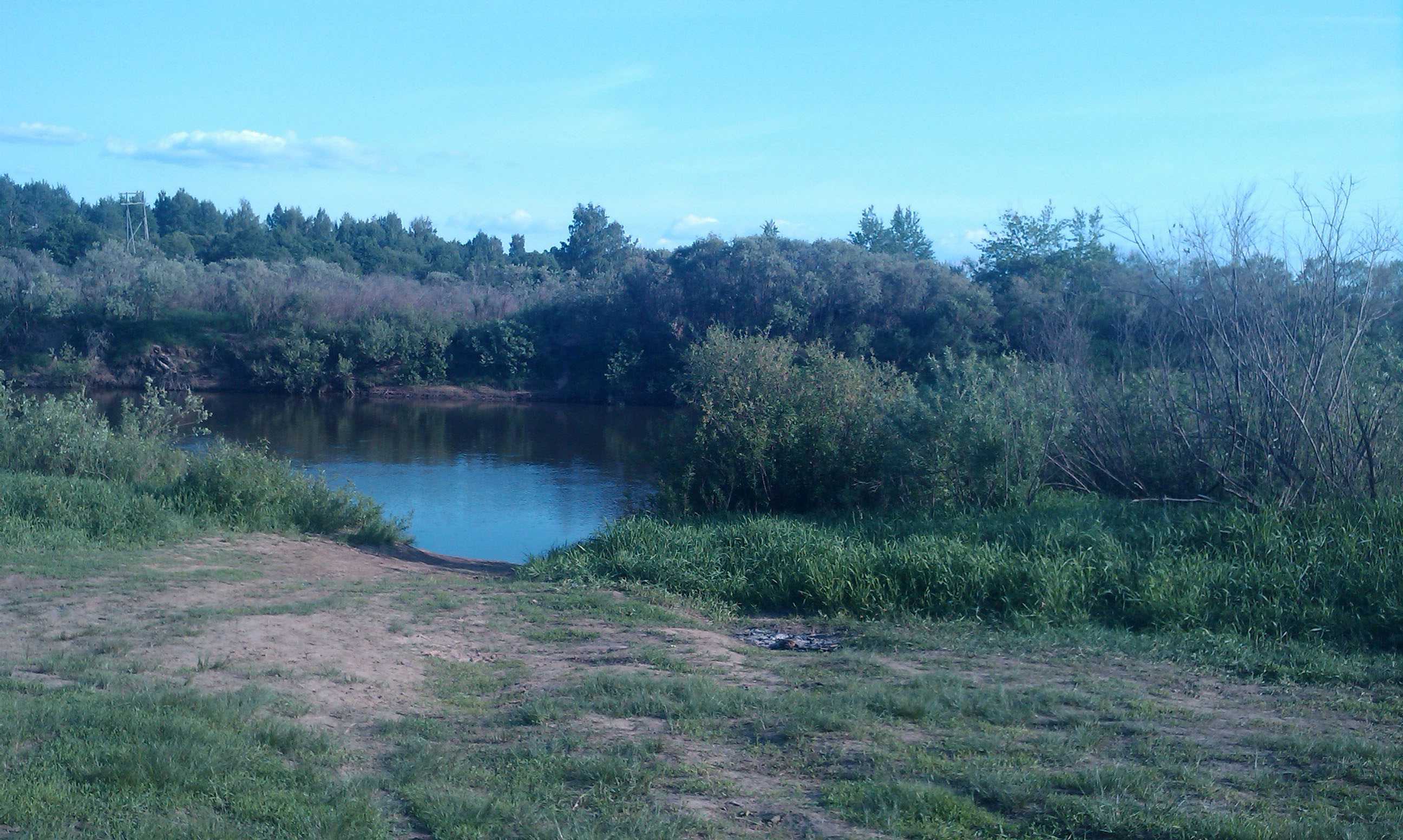
На этом месте на реке Днепр в июле-августе 1941 года проходила Соловьёвская переправа.

2 августа частям 17-й танковой дивизии после нескольких неудачных атак удалось прорвать оборону противника на восточном берегу реки Орлея, овладеть Рыблово и выйти на западную окраину Ратцево.
3 августа 17-я танковая дивизия вновь начала наступление с задачей разбить части противника в Пнево и занять район на участке Соловьевская переправа — выступ Днепра юго-восточнее Макеево, но, из-за недостаточной поддержки артиллерии, выполнить задачу не смогла. Противник, в свою очередь, начал последовательно захватывать переправы через реку Нодва, сжимая кольцо окружения соединений 5-го механизированного корпуса. В итоге, в течение дня, части вермахта завершили окружение корпуса. Вместе с ним в кольце оказались подразделения 229-й и 73-й стрелковых дивизий. Атаки частей 5-го механизированного корпуса в восточном направлении успеха не принесли. В частях дивизии подошли к концу боеприпасы, заканчивалось горючее и продовольствие.
В ночь на 4-е августа по приказу штаба 5-го механизированного корпуса части соединения совместно с 73-й и 229-й стрелковыми дивизиями начинают попытку выхода из окружения в направлении Лешеньки—Никольское-—Купцово—Дуброво—Ратчино. В 3:00 во время марша передовой отряд вступил в бой с обороняющимися подразделениями противника, которые были уничтожены в штыковой атаке. В 6:00 авангард соединения, выходящего из окружения, атаковал части вермахта у переправы в районе Ратчино. Потери противника составили до 600 человек пехоты.
В это время головные силы соединения вышли к Дуброво, где были встречены мощным автоматно-пулемётным огнём. К 11 часам 17-я танковая дивизия была рассечена на две части. Одна из них, в основном состоящая из пехоты, подошла к Ратчинской переправе. Вторая, в которой оказалась большая часть боевой техники, сосредотачивалась в лесу юго-восточнее Дуброво.
Несмотря на постоянные обстрелы противника, 17-му понтонно-мостовому батальону 17-й танковой дивизии удалось навести мост через Днепр, по которому была организована переброска техники на восточный берег реки. Вскоре ударами авиации противника мост был разрушен. Восстановить его удалось в ночь на 5 августа. Большинству частей 17-й танковой дивизии удалось переправиться на восточный берег Днепра, где они сосредотачивались до 8 августа.
9 августа части 5-го механизированного корпуса вышли в район Коробкино, Некрасово, Ромашково.
В конце августа по приказу командования Западного фронта уцелевшие части 17-й танковой дивизии выведены в район Вязьмы на переформирование. На их базе была сформирована 126-я танковая бригада.

## Состав
- управление
- 33-й танковый полк, командир — майор Малахов Ксенофонт Михайлович.
- 34-й танковый полк, командир — майор Юревич Евгений Антонович.
- 17-й мотострелковый полк, командир — майор Михайловский Дмитрий Фёдорович[2] (до 26 июля 1941 года).
- 17-й гаубичный артиллерийский полк.
- 17-й отдельный зенитный артиллерийский дивизион.
- 17-й разведывательный батальон, командир — капитан Соловьёв, Михаил Семёнович[2].
- 17-й понтонный батальон.
- 17-й отдельный батальон связи.
- 17-й медико-санитарный батальон.
- 17-я рота регулирования.
- 17-й полевой хлебозавод.
- 761-я полевая почтовая станция.
- 293-я полевая касса Госбанка[6].

## Командиры
- Генерал-майор танковых войск Алексеенко Илья Прокофьевич (с июня 1940 года по февраль 1941 года).
- Полковник Корчагин Иван Петрович (с 1 марта 1941 года по 28 августа 1941 года).

## В составе
| Дата            | Фронт (округ)                | Армия      | Корпус                      |
| --------------- | ---------------------------- | ---------- | --------------------------- |
| 01.06.1941 года | Резерв Главного Командования | 16-я армия | 5-й механизированный корпус |
| 01.07.1941 года | Западный фронт               | 20-я армия | 5-й механизированный корпус |
| 01.08.1941 года | Западный фронт               | 20-я армия | 5-й механизированный корпус |